# Chella Man
Chella Man est un vidéaste web, mannequin, militant et acteur américain, né le 26 novembre 1998 en Pennsylvanie. Il est connu, dans son pays, pour avoir partagé ses expériences en tant que sourd, transgenre, non-binaire, juif et personne de couleur. Il est également connu pour son interprétation de Jericho, le jeune super-héros dans la seconde saison de la série Titans de l’univers DC.

## Biographie

### Enfance et formation
Chella Man est né en novembre 1998 en Pennsylvanie. Il est d’origine juive et chinoise. Il grandit dans une petite ville en plein sud de la Pennsylvanie. Il perd son audition à l’âge de quatre ans. À treize ans, il devient sourd profond. À quatorze ans, il commence à porter un implant cochléaire. À seize ans, il est à nouveau implanté pour son autre oreille.
Il est assigné de sexe féminin à la naissance, et commence à éprouver de la dysphorie de genre pendant son enfance. Il documente sa transition sur sa chaîne YouTube, qu'il crée en mars 2017, et où il partage ses expériences personnelles telles que sa dysphorie, son identité, ses amours. Il traduit également des chansons en langue des signes.
En 2019, il est étudiant à The New School à Manhattan, où il prend des cours de réalité virtuelle,.

### Carrière
En mars 2019, il est annoncé que Chella Man fait ses premiers pas à la télévision : il endosse le costume de Jericho, un super-héros muet pour la seconde saison de la série télévisée Titans,,. Il déclare que, lorsqu’il joue le personnage, il utilise la langue des signes et explique combien il est important que les acteurs sourds puissent interpréter des personnages sourds, afin qu’ils soient bien représentés,.
En août 2020, on apprend qu'il est producteur délégué des 4 épisodes de la série documentaire Trans in Trumpland, créée par Tony Zosherafatain (en), aux côtés de la productrice déléguée Trace Lysette et de la productrice Jamie DiNicola.
En juin 2021, il publie son premier livre Continuum chez Penguin Random House, en tant qu'auteur et illustrateur aux côtés d'Ashley Lukashvsky.
En octobre 2021 il devient mannequin pour la gamme «Nu» de la maison Yves Saint Laurent.

### Vie privée
Chella Man s'exprime en anglais à l'oral et en langue des signes américaine, et s'identifie ouvertement son identité biculturelle pour la communauté sourde.
Il est artiste peintre et tatoueur. Il s’intéresse également à la mode.
Depuis octobre 2016, il partage la vie de l'artiste et militante MaryV Benoit.

## Filmographie

### En tant qu'acteur

#### Série télévisée
- 2019 : Titans : Jericho (4 épisodes)

### En tant que producteur

#### Série télévisée
- 2021 : Trans in Trumpland (documentaire, 4 épisodes)